# اقتصاد فلسطين
الاقتصاد في الأراضي الفلسطينية يشير إلى اقتصاد في الأقاليم الخاضعة لإدارة السلطة الفلسطينية في الضفة الغربية وقطاع غزة، وهو اقتصاد محكوم إلى حد كبير بالاقتصاد الإسرائيلي والسياسات الإسرائيلية، ومن ميزات اقتصاد السلطة الفلسطينية اعتماده العالي على المساعدات الخارجية، وهو أحد مصادر الدخل الأساسية للسلطة الحاكمة، وتأتي المساعدات المالية من الدول العربية، الاتحاد الأوروبي والولايات الأمريكية المتحدة. كما يتميز هذا الاقتصاد بنسبة عالية من العمال في إسرائيل والخارج.

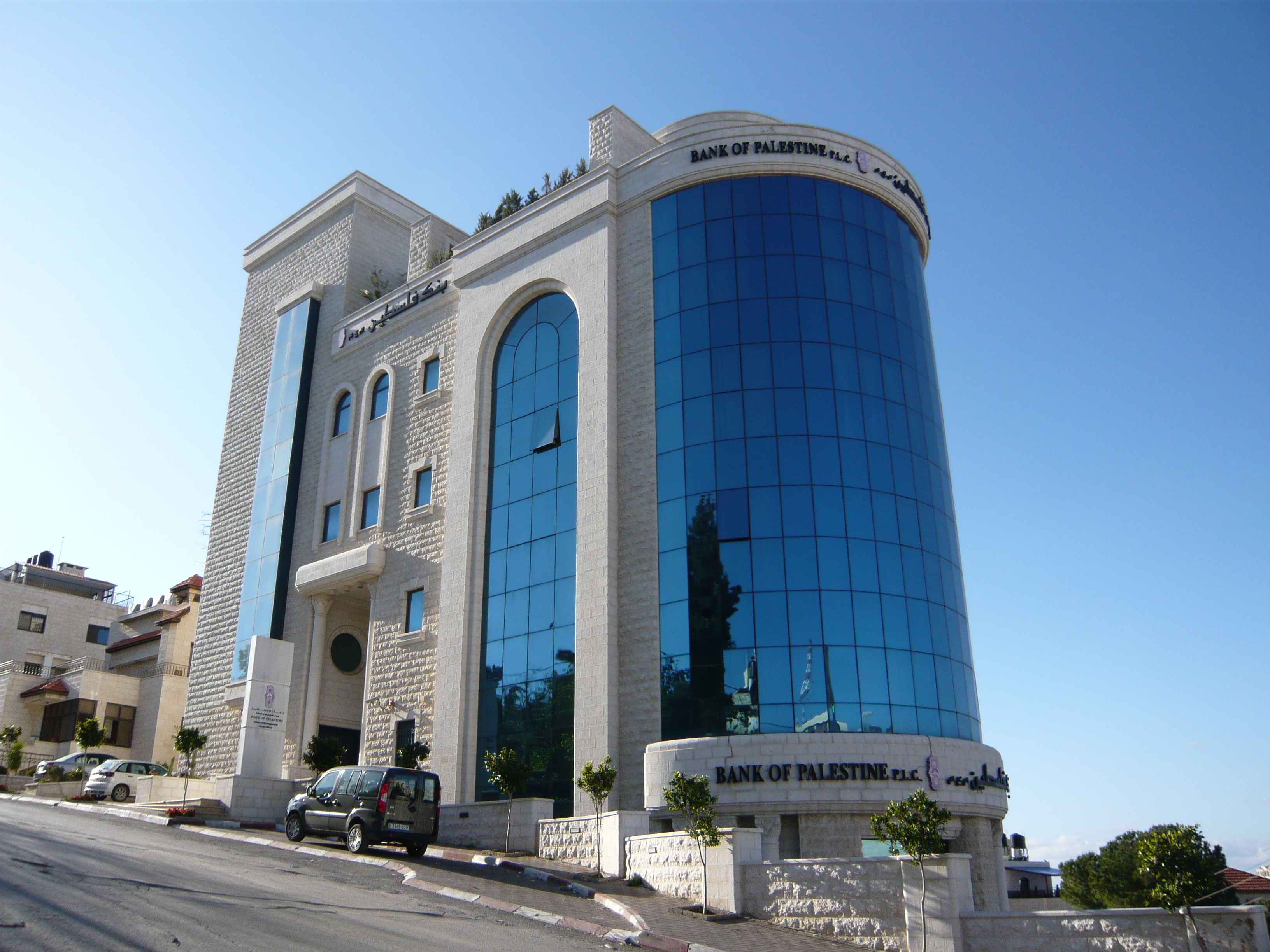
بنك فلسطين في رام الله

## تطور الاقتصاد
ارتفع نصيب الفرد من الناتج المحلي الإجمالي في الأراضي الفلسطينية التي تحتلها إسرائيل بنسبة 7٪ في السنة 1968-1980 ولكن تباطأ خلال 1980. ارتفعت نسبة الأسر التي لديها مياه صالحة للشرب بين عامي 1970 و 1991 وارتفع متوسط العمر المتوقع 56 حتي 66 سنة، وفيات الرضع لكل 1000 سقط 95 حتي 42، ونسبة الأسر مع الكهرباء ارتفع من 30٪ إلى 85٪، من 15٪ إلى 90 ٪، وارتفعت نسبة الأسر التي لديها ثلاجة من 11٪ إلى 85٪، ونسبة الأسر التي لديها غسالة ارتفعت من 23٪ في عام 1980 إلى 61٪ في عام 1991.
في أعقاب انتخابات يناير 2006 التشريعية، التي فازت بها حماس، واللجنة الرباعية (وبصرف النظر عن روسيا) قطع جميع الأموال إلى السلطة الفلسطينية التي يقودها رئيس الوزراء إسماعيل هنية وزير (حماس). وكان على السلطة الفلسطينية عجز نقدي شهري قدره 60 مليون دولار، 70000000 $ بعد أن تلقت 50 مليون دولار، 55 مليون دولار شهريا من إسرائيل في الضرائب والرسوم الجمركية التي تم جمعها من قبل مسؤولين إسرائيليين على الحدود. بعد الانتخابات، في سوق الأوراق المالية الفلسطينية وانخفض نحو 20 في المئة، والسلطة الفلسطينية استنفدت قدرتها على الاقتراض مع البنوك المحلية. [12] إسرائيل توقف عن تحويل 55 مليون دولار من عائدات الضرائب إلى السلطة الفلسطينية. وشكلت هذه الأموال من أجل ثلث ميزانية السلطة الفلسطينية ودفع أجور موظفي الخدمة المدنية 160000 فلسطيني (من بينهم 000 60 من ضباط الأمن والشرطة). الولايات المتحدة والاتحاد الأوروبي اوقف المساعدات المباشرة للسلطة الفلسطينية، في حين أن الولايات المتحدة فرضت الحصار المالي على البنوك للسلطة الفلسطينية، والتي تعوق بعض الأموال لجامعة الدول العربية (على سبيل المثال المملكة العربية السعودية وقطر) . وفي مايو 2006، تظاهر مئات الفلسطينيين في غزة والضفة الغربية مطالبين بدفع رواتبهم. وارتفعت حدة التوتر بين حماس وفتح نتيجة لهذه «الضائقة الاقتصادية» على السلطة الفلسطينية.

## الفروع الاقتصادية

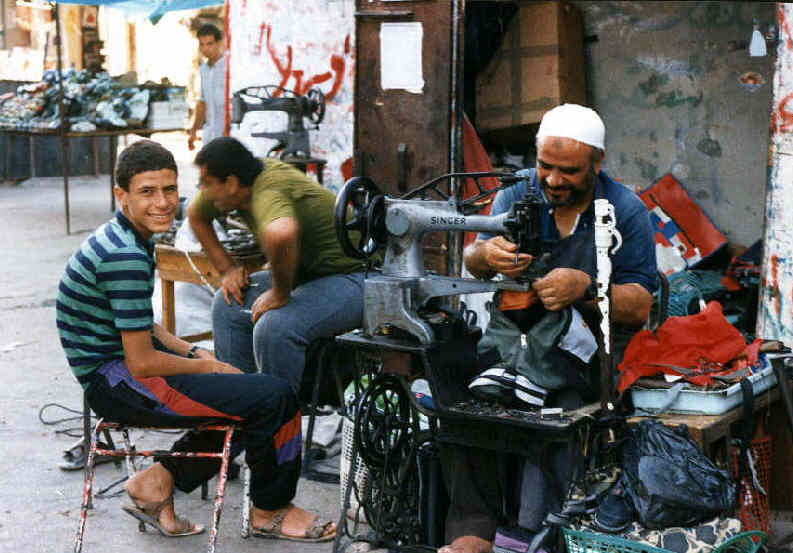
خياط فلسطيني في غزة

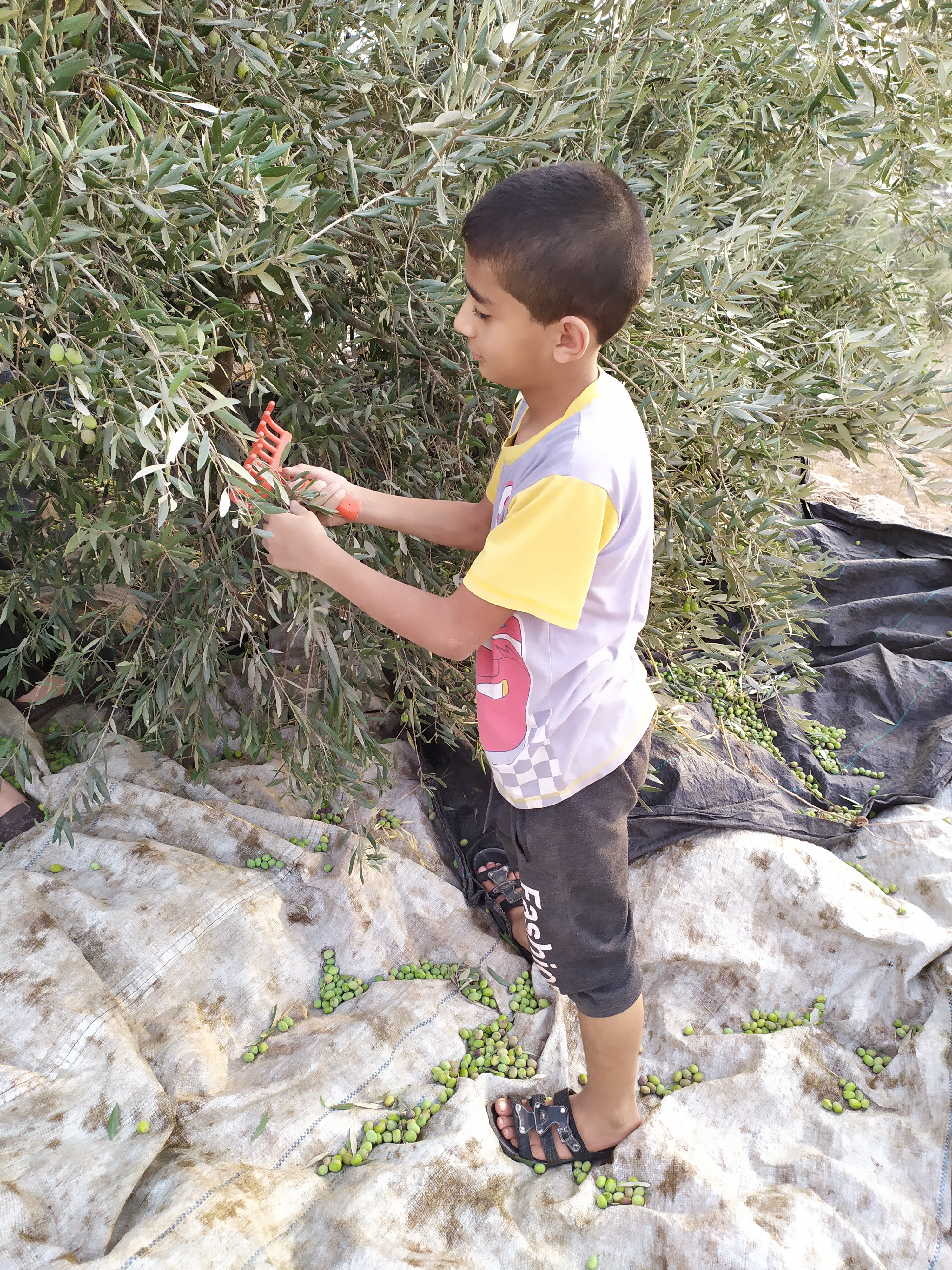
قطف ثمار الزيتون،فلسطين

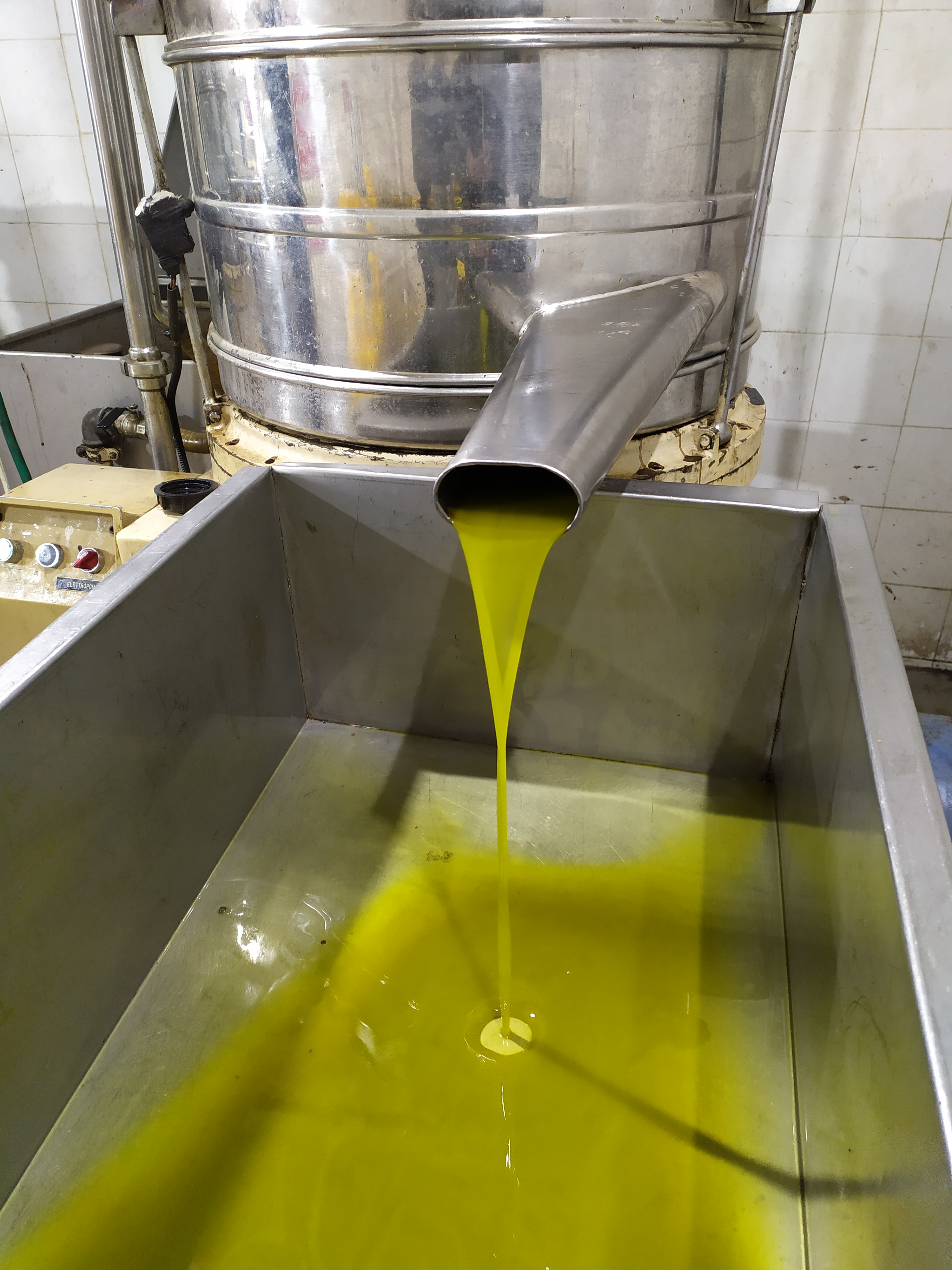
زيت زيتون،أحد مصادر الدخل،فلسطين

الزراعة هي الدعامة الأساسية في الاقتصاد الفلسطيني ووفقا لمجلس العلاقات الفلسطينية الأوروبية، فإن القطاع الزراعي يوظف رسميا 13.4٪ من السكان، ويمارس الزراعة 90٪ من السكان بشكل غير رسمي. وتبلغ المساحة المزروعة 183,000 هكتار وتستخدم نصفها في إنتاج الزيتون في فلسطين، وتكتسب منتجات الزيتون النصيب الأكبر في الدخل من الصادرات من أي محصول زراعي آخر.
قطع الحجارة يشكل مصدرا رئيسيا للدخل بالنسبة للاقتصاد الفلسطيني. ويصل متوسط الناتج السنوي للعامل الواحد في صناعة الحجر هو أعلى منها في أي قطاع آخر. وهناك 650 من وسائل إنتاج الحجر في الضفة الغربية، و 138 منهم في بيت فجار. وخفض المواد والمحاجر في مجموعة غنية من اللون الوردي والرمل، والذهبي، ومن البيض الطوب والبلاط والمعروفة باسم حجر القدس.

## المساعدات الخارجية
لقد أصبحت الضفة الغربية وقطاع غزة والاقتصادات تعتمد بشكل كبير على المساعدات الخارجية التي بلغت 1.8 مليار درهم في عام 2008. حوالي 30٪ من الناتج المحلي الإجمالي، المساعدات الخارجية توفر الخدمات الأساسية من ما يعادل من نصف الشعب الفلسطيني، ويسمح للسلطة الفلسطينية على العمل ودفع ما يقدر بنحو 140,000 موظف.
في عام 2010، قطعت الدول العربية مساعدات مالية للسلطة الفلسطينية. وفقا لوزارة المالية الفلسطينية، وردت السلطة الفلسطينية 583500000 دولار لدعم الميزانية بحلول أغسطس 2010، منها 22 في المئة فقط جاءت من الدول العربية. وكان ما تبقى من الجهات الدولية المانحة، بما فيها الاتحاد الأوروبي والولايات المتحدة. ودعا صلاح رأفت، عضو اللجنة التنفيذية لمنظمة التحرير والدول العربية على الوفاء بتعهداتها المالية.
في أبريل 2011، سلام فياض التقى مع الدول الغربية المانحة في بروكسل، وطلب 5 مليارات دولار من المساعدات